# Oshima (Tóquio)

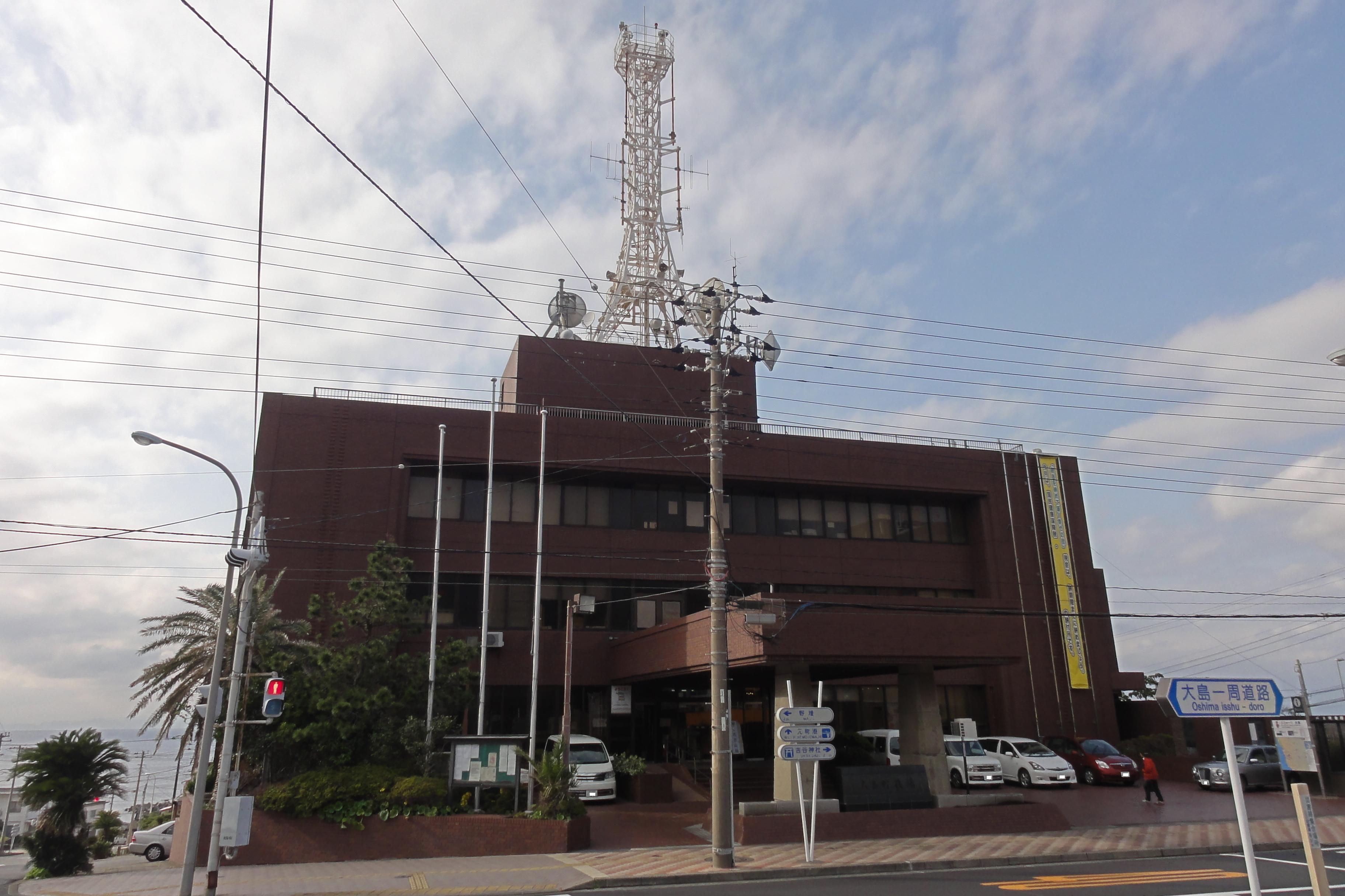
Prefeitura de Ōshima

Ōshima (大島町, Ōshima-machi) é uma cidade japonesa localizada na ilha Izu Ōshima, que é administrada por Tóquio. Em 10 de janeiro de 2018, a cidade tinha uma população estimada em 7.452 pessoas e a densidade populacional era de 82,11 pessoas por quilometro quadrado. A sua área total é de 90,8 quilômetros quadrados.